# Brénaz
Brénaz korábbi község (település) Franciaországban, Ain megyében. 2019. január 1-jén Chavornay, Lochieu és Virieu-le-Petit községgel egyesült és Arvière-en-Valromey új község része lett. 
Lakosainak száma 105 fő (2018. január 1.). Brénaz Champagne-en-Valromey, Corbonod, Lochieu és Haut-Valromey községekkel határos.

## Népesség
A település népességének változása:
| Lakosok száma | 116  | 103  | 92   | 105  | 93   | 92   | 91   | 105  | 104  | 105  |
|               | 1968 | 1975 | 1982 | 1999 | 2006 | 2011 | 2013 | 2016 | 2017 | 2018 |